# Aquostic (Stripped Bare)
Aquostic (Stripped Bare) är rockgruppen Status Quos 31:a studioalbum. Albumet består av nyinspelningar av tidigare släppt material i ett mer avskalade och akustiska arrangemang.

## Låtlista
1. Pictures of Matchstick Men (Francis Rossi) 3:37
2. Down the Dustpipe (Carl Groszman) 2:41
3. Na Na Na (Rossi, Bob Young) 2:55
4. Paper Plane (Rossi, Young) 3:38
5. All the Reasons (Rick Parfitt, Alan Lancaster) 3:08
6. Reason for Living (Rossi, Parfitt) 3:21
7. And It's Better Now (Rossi, Young) 3:41
8. Caroline (Rossi, Young) 3:13
9. Softer Ride (Parfitt, Lancaster) 2:57
10. Claudie (Rossi, Young) 3:58
11. Break the Rules (Rossi, Parfitt, Lancaster, John Coghlan, Young) 3:09
12. Down Down (Rossi, Young) 2:36
13. Little Lady (Parfitt) 1:52
14. Mystery Song (Parfitt, Young) 2:34
15. Rain (Parfitt) 3:56
16. Rockin' All Over the World (John Fogerty) 2:40
17. Again and Again (Parfitt, Andy Bown, Jackie Lynton) 3:20
18. Whatever You Want (Parfitt, Bown) 3:25
19. What You're Proposing (Rossi, Bernie Frost) 2:04
20. Rock 'n' Roll (Rossi, Frost) 2:43
21. Don't Drive My Car (Parfitt, Bown) 3:10
22. Marguerita Time (Rossi, Frost) 3:20
23. Rollin' Home (John David) 4:05
24. Burning Bridges (Rossi, Bown) 3:45
25. Rock 'til You Drop (Bown) 2:48

## Medverkande

### Status Quo
- Francis Rossi - sång, gitarr
- Rick Parfitt - sång, gitarr, ukulele
- Andy Bown - piano, mandolin, gitarr, munspel, sång
- John Edwards - gitarr, bas, sång
- Leon Cave - trummor, gitarr, sång

### Övriga musiker
- Geraint Watkins - Accordion
- Martin Ditcham - Slagverk
- Amy Smith- kör

- Richard Benbow - stråkarrangemang
- Lucy Wilkins − (1:a) violin
- Howard Gott − violin
- Natalia Bonner − violin
- Alison Dods − violin
- Sophie Sirota − viola
- Sarah Wilson − cello